# Baie de Saint-Aubin
La baie de Saint-Aubin est la seconde plus grande baie de l'île de Jersey. Elle s'étend sur la côte sud de Jersey, notamment le long de la paroisse de Saint-Aubin qui lui a donné son nom.

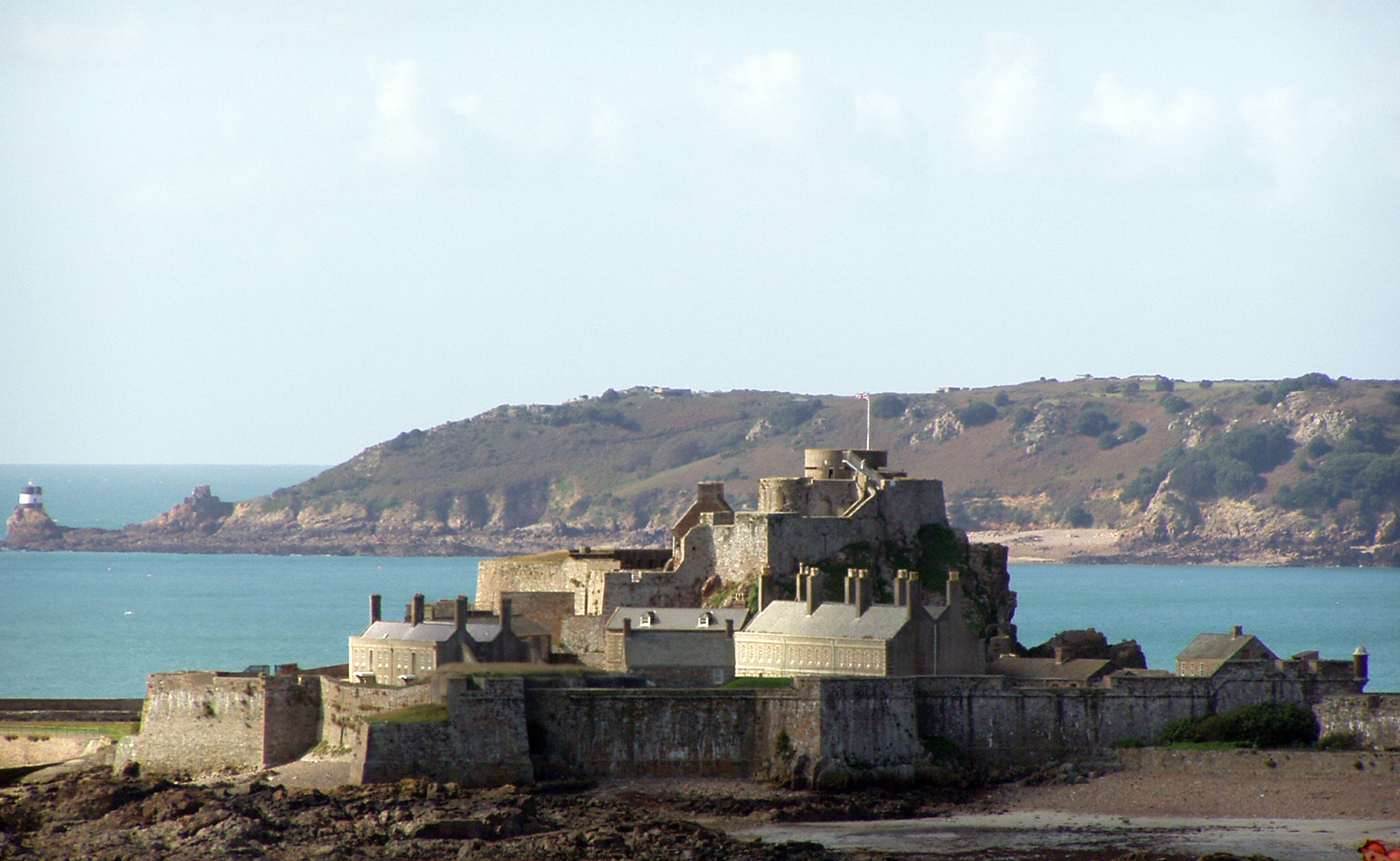
La baie de Saint-Aubin derrière le château Elizabeth à Jersey.

La baie de Saint-Aubin est moins large que la baie de Saint-Ouen située à l'ouest de l'île. Néanmoins son pourtour est formé des grèves de cinq paroisses :
- Saint-Aubin,
- Saint-Brélade,
- Saint-Hélier,
- Saint-Laurent,
- Saint Pierre.

La baie de Saint-Aubin est fortifiée depuis très longtemps. Trois forteresses dominent et défendent la baie : 
- le château Elizabeth,
- le fort Saint-Aubin,
- le fort Régent.